# Jan Pilecki (wojewoda ruski)
Jan Pilecki, Jan z Pilczy herbu Leliwa (ur. ok. 1450, zm. między 2 sierpnia a 13 grudnia 1496 roku ) – kasztelan biecki 1476–1479 , kasztelan sądecki 1479–1484 , kasztelan wiślicki 1484–1485 , wojewoda ruski 1485–1496, starosta przemyski 1494–1496 , wojewoda sandomierski 1496.
Syn kasztelana krakowskiego Jana Pileckiego (Granowskiego ) i Jadwigi, córki Piotra Kurowskiego kasztelana sądeckiego . Wnuk Wincentego Granowskiego (Pileckiego) i jego drugiej żony Elżbiety z Pilczy, która po śmierci Wincentego została w 1417 trzecią żoną króla Władysława Jagiełły.  
Właściciel miast Pilica i Mrzygłód (od 1478) oraz zamków Smoleń (od 1478) i  Ogrodzieniec (od 1492) w woj. krakowskim, klucza wojciechowskiego (poprzez pierwszą żonę) w woj. lubelskim, a także miast Tyczyn (z kluczem, od 1478) i Kańczuga (z kluczem, od 1493) w woj. ruskim. Wraz z bratem Ottonem płacił także do śmierci matki bratu Stanisławowi 100 grzywien rocznie z tytułu użytkowania dóbr łańcuckich . 
Odziedziczył księgozbiór zgromadzony przez ojca na zamku pileckim w Smoleniu .
Był świadkiem wydania przywileju piotrkowskiego w 1496. 
Z pierwszą żoną Zofią herbu Topór (poświadczoną 1481 ) miał trzech synów:
- Mikołaja (zm. 1527[5] ) – wojewodę bełskiego, właściciela klucza ogrodzienieckiego (do 1526) i kańczuckiego[6],
- Stanisława (zm. 1527[7] ) – starostę gródeckiego, ożenionego z Anną Jarosławską, córką kasztelana sandomierskiego Rafała (zm. 1493)[6],
- Jana (zm. 1527[8]) – starostę lubelskiego i parczewskiego (zm. 1527), właściciela klucza trzebownickiego i wojciechowskiego, Kurowa (do 1519) oraz zamku Smoleń[9].

Jego drugą żoną ok. 1492 była Barbara .